# Chetogaster viridis
Chetogaster viridis är en tvåvingeart som beskrevs av Malloch 1936. Chetogaster viridis ingår i släktet Chetogaster och familjen parasitflugor. Inga underarter finns listade i Catalogue of Life.